# Karel Pala
Karel Pala (15. června 1939 Zlín – 15. února 2023) byl český jazykovědec a vysokoškolský pedagog. Věnoval se počítačovému zpracování přirozeného jazyka a bohemistice.

## Životopis
Středoškolské studium absolvoval na gymnáziu v Hlučíně. Roku 1960 zakončil studium českého a ruského jazyka se specializací na překladatelství na Filozofické fakultě Univerzity Karlovy v Praze, poté na téže univerzitě pod vedením prof. Sgalla absolvoval postgraduální kurz matematické lingvistiky, logiky a informatiky a v roce 1973 tam získal titul CSc. v oboru český jazyk.
Od roku 1964 spolupracoval s Filozofickou fakultou Masarykovy univerzity v Brně (do roku 1990 fungující pod názvem Univerzita Jana Evangelisty Purkyně), kde se zabýval mj. počítačovou lingvistikou. Pro své politické názory a odmítnutí spolupráce s StB se nesměl věnovat pedagogické činnosti, vedl ale semináře a výběrové přednášky a věnoval se badatelské a publikační činnosti. Spolupracoval s Pavlem Maternou a Alešem Svobodou.
Po Sametové revoluci se roku 1993 na Masarykově univerzitě habilitoval v oboru český jazyk se zaměřením na komputační lingvistiku a počítačové zpracování přirozeného jazyka.
V září 1995 začal působit na nově vzniklé fakultě informatiky, kde roku 1998 inicioval vznik Centra zpracování přirozeného jazyka, které vedl. Z jeho činnosti vzešlo mnoho úspěšných a v praxi používaných nástrojů pro automatické zpracování češtiny (zejména morfologických a syntaktických analyzátorů) a databází (sémantických sítí, valenčních lexikonů, tezaurů). Souvisejícím studijním zaměřením na fakultě prošly stovky studentů, vychoval devatenáct doktorandů, v červnu 2017 byl jmenován profesorem.
Své univerzitní působení ukončil v roce 2022; zemřel 15. února 2023 ráno ve věku 83 let.

## Ocenění
V roce 2009 byl společně se svým doktorským studentem Pavlem Šmerkem oceněn medailí ministra školství, mládeže a tělovýchovy České republiky za projekt Internetové jazykové příručky, vytvořený ve spolupráci s Ústavem pro jazyk český.
V roce 2014 byl společně s Alešem Horákem, Pavlem Rychlým a Janem Ryglem oceněn ministrem vnitra za bezpečnostní výzkum v oblasti určování autorství anonymních textů.

## Dílo
- Logická analýza přirozeného jazyka (spolu s Pavlem Maternou a Jiřím Zlatuškou), 1989, ISBN 80-200-0027-5
- Základy počítačové lingvistiky (spolu s Klárou Osolsobě), 1992, ISBN 80-210-0341-3
- Slovník českých synonym (spolu s Janem Všianským), 1994, ISBN 80-7106-059-3
- From WEB Pages To Dictionary: A Language-Independent Dictionary Writing System (spolu s Alešem Horákem) In Proceeding of the EuraLex Conference 2006, 2006, ISBN 88-7694-918-6
- Automatic Identification of Legal Terms in Czech Legal Texts (spolu s Pavlem Rychlým a Pavlem Šmerkem) In Proceedings of the Workshop on Semantic processing of legal texts, LREC 2008, 2008, ISBN 2-9517408-4-0